# 小行星3487
小行星3487（3487 Edgeworth）是一颗绕太阳运转的小行星，为主小行星带小行星。该小行星于1978年10月28日发现。

## 轨道参数
小行星3487的轨道半长轴为2.6075519 UA，离心率为0.172。